# Wynohrad (Swenyhorodka)
Wynohrad (ukrainisch Виноград; russisch Виноград Winograd) ist ein Dorf in der ukrainischen Oblast Tscherkassy mit etwa 1300 Einwohnern (2001).
Das Dorf wurde erstmals Mitte des 18. Jahrhunderts schriftlich erwähnt.
Im 19. Jahrhundert gehörte das Dorf zum Bezirk Swenyhorodka des Gouvernement Kiew. Es hatte 1972 2036 Einwohner.
Die Ortschaft liegt an der Territorialstraße T–24–03, 26 km westlich vom ehemaligen Rajonzentrum Lyssjanka und etwa 150 km westlich vom Oblastzentrum Tscherkassy.

## Verwaltungsgliederung
Am 12. Juni 2020 wurde das Dorf zum Zentrum der neugegründeten Landgemeinde Wynohrad (Бужанська сільська громада/Buschanska silska hromada). Zu dieser zählten auch die 7 in der untenstehenden Tabelle aufgelisteten Dörfer sowie die Ansiedlung Marjaniwka, bis dahin bildete es die gleichnamige Landratsgemeinde Wynohrad (Бужанська сільська рада/Buschanska silska rada) im Westen des Rajons Lyssjanka.
Am 17. Juli 2020 kam es im Zuge einer großen Rajonsreform zum Anschluss des Rajonsgebietes an den Rajon Swenyhorodka.
Folgende Orte sind neben dem Hauptort Wynohrad Teil der Gemeinde:
| Name                     | Name         | Name                         |
| ukrainisch transkribiert | ukrainisch   | russisch                     |
| ------------------------ | ------------ | ---------------------------- |
| Bossiwka                 | Босівка      | Босовка (Bossowka)           |
| Fedjukiwka               | Федюківка    | Федюковка (Fedjukowka)       |
| Marjaniwka               | Мар’янівка   | Дубина (Dubina)              |
| Ripky                    | Ріпки        | Репки (Repki)                |
| Roskoschiwka             | Розкошівка   | Роскошовка (Roskoschowka)    |
| Rubanyj Mist             | Рубаний Міст | Рубаный Мост (Rubany Most)   |
| Towsti Rohy              | Товсті Роги  | Толстые Роги (Tolstyje Rogi) |
| Wotyliwka                | Вотилівка    | Вотылевка (Wotylewka)        |